# برونینگ (نبراسکا)
برونینگ(به انگلیسی: Bruning) شهری در ایالت نبراسکا کشور ایالات متحده آمریکا است که جمعیت آن در سرشماری سال ۲۰۱۰ میلادی، ۲۷۹ نفر بوده‌است.